# Domingo Santa María Sánchez
Domingo Santa María Sánchez (Santiago, 4 de septiembre de 1898-Santiago, 10 de julio de 1982) fue un ingeniero eléctrico y político chileno, miembro del Partido Radical (PR). Se desempeñó como ministro de Fomento de su país, durante el segundo gobierno del presidente Arturo Alessandri.

## Familia y estudios
Nació en Santiago de Chile el 4 de septiembre de 1898, siendo uno de los cinco hijos del matrimonio conformado por Josefina Sánchez Ortúzar (hija del político Máximo Baltasar Gregorio Sánchez Fontecilla, quien fuera diputado en dos periodos legislativos no consecutivos: 1882-1885 y 1888-1891, en representación del Partido Liberal (PL)) y el abogado y político Ignacio Santa María Márquez de la Plata, quien fuera diputado por Valdivia entre 1885 y 1888, en representación del PL; este además, fue hijo de Domingo Santa María González y Emilia Márquez de la Plata Guzmán, quienes fueran presidente de la República y primera dama, respectivamente, entre 1881 y 1886.
Entre 1907 y 1914, realizó sus estudios primarios y secundarios en el Instituto Nacional. Continuó los superiores ingresando en 1915 a la Escuela de Ingeniería de la Universidad de Chile, establecimiento del cual egresó en 1919. Más adelante, viajó a Estados Unidos con el objeto de efectuar estudios de ingeniería eléctrica en la Union University (Schenectady), titulándose como ingeniero electricista en 1922.
No se casó ni tuvo hijos.

## Carrera profesional y política
Comenzó su actividad profesional en el sector público en 1923, incorporándose, en el marco del primer gobierno del presidente liberal Arturo Alessandri, a la Empresa de los Ferrocarriles del Estado (EFE), firma en la que se desempeñó como ingeniero de subestaciones de eléctricas, rol que dejó en 1924. Al año siguiente, pasó a ejercer como ingeniero de la Dirección de Servicios Eléctricos, función que cumplió hasta 1926. A partir de 1930, bajo la primera presidencia de Carlos Ibáñez del Campo, actuó como ingeniero de la también estatal Compañía Chilena de Electricidad (Chilectra).
Políticamente, militó en las filas del Partido Radical (PR). Con ocasión de la segunda administración de Alessandri, el 9 de mayo de 1933, fue nombrado como titular del Ministerio de Fomento, cargo que ocupó hasta el 30 de octubre del mismo año. Bajo su gestión defendió y firmó un decreto que designaba un inspector para comprobar la calidad de las ampolletas eléctricas que se importaban al país. Tras dejar el gobierno, retornó a sus actividades profesionales y, desde 1938, trabajó como ingeniero consultor y contratista.
Entre otras actividades, fue miembro del Cuerpo de Bomberos de Santiago, del Instituto de Ingenieros de Chile y de la Sociedad Sigma Xi de Estados Unidos. Falleció en su lugar natal, Santiago, el 10 de julio de 1982, a los 83 años.

## Obra escrita
Fue autor de las siguientes obras:
- La moneda nacional: proyecto del amblaseísta... presentando un estudio de la Junta Central (1932).[1]
- Política electrica chilena (1936).[1]